# Bác sĩ (chức quan)
Bác sĩ (tiếng Trung: 博士) là chức quan trong lịch sử phương Đông thời cổ đại.

## Lịch sử
Chức quan Bác sĩ xuất hiện đầu tiên ở nước Tề vào thời Chiến Quốc. Người đầu tiên được ghi nhận giữ chức này là Công Nghi Hưu, về sau là tướng quốc nước Lỗ.
Thời Tần, quan Bác sĩ quản lý mọi sách thẻ, thư tịch từ xưa đến nay trên phạm vi toàn quốc, đồng thời cũng tham gia vào việc thiết lập luật pháp. Dưới triều Tần Thủy Hoàng có 70 viên Bác sĩ, trong đó nổi tiếng có Thúc Tôn Thông, Phục Niệm.
Thời Hán, Bác sĩ là chức quan trực thuộc Thái thường, trật 600 thặng, trung bình có hơn 10 người. Đến thời Hán Văn Đế, đặt ba chức Bác sĩ gồm Thư kinh bác sĩ, Thi kinh bác sĩ, Xuân thu kinh bác sĩ. Đến thời Hán Vũ Đế chủ trương độc tôn Nho học, tiếp thu ý kiến của Công Tôn Hoằng, đặt chức Ngũ kinh tiến sĩ, quản lý việc giảng dạy Kinh học. Số lượng Bác sĩ lên đến hàng trăm người. Để trở thành Bác sĩ thì phải trải qua việc tiến cử hiền lương, có thể có khoa thi.
Từ thời Đường, tên gọi Bác sĩ dần bị lạm dụng, không còn chỉ chức quan giảng dạy Nho học như trước nữa, hễ là người có chuyên môn trong một lĩnh vực bất kỳ cũng có thể được gọi là Bác sĩ, như: Y học bác sĩ; Toán học bác sĩ; Tửu bác sĩ. Thậm chí, người hầu bàn cũng có thể được gọi là Bác sĩ, như Trà bác sĩ,...
Thời Minh, thiết lập chức quan Bác sĩ ở Quốc tử giám, đặt Bác sĩ sảnh, có vai trò làm giáo viên dạy học. Mặt khác, các cơ quan khác cũng có chức Bác sĩ như Khâm thiên giám bác sĩ, Linh đài bác sĩ,...

## Ảnh hưởng
Ngày nay, tại Trung Quốc, Bác sĩ là tên gọi tiếng Trung của học vị Doctorate, tương tự với học vị Tiến sĩ ở Việt Nam.